# Primera División (Chile) 2011 Apertura
Die Apertura der Primera División 2011, auch unter dem Namen Campeonato Nacional Apertura Petrobras 2011 bekannt, war die 88. Spielzeit der Primera División, der höchsten Spielklasse im Fußball in Chile. Die Saison begann am 28. Januar und endete am 12. Juni.
Die Saison wurde wie bereits in den Vorjahren in zwei eigenständige Halbjahresmeisterschaften, der Apertura und Clausura, unterteilt.
Die Meisterschaft gewann das Team von CF Universidad de Chile, das sich im Finale gegen CD Universidad Católica durchsetzen konnte. Für den Universitätsklub war es der 14. Meisterschaftstitel, der sich damit gleichzeitig für die Copa Libertadores 2012 qualifizierte.
Für die Copa Sudamericana 2011 qualifizierten sich die beiden punktbesten Teams der Ligaphase CD Universidad Católica, CF Universidad de Chile und Deportes Iquique als Pokalsieger 2010. Die Absteiger werden anhand der Gesamttabelle am Ende der Clausura ermittelt.

## Modus
Die 18 Teams spielen einmalig jeder gegen jeden. Die ersten acht Teams der Tabelle qualifizieren sich für die Finalrunde.
Die Finalrunde findet im K.-o.-System mit Hin- und Rückspiel statt. Sieger ist das Team mit mehr Toren in beiden Spielen. Bei Unentschieden findet die Auswärtstorregel Anwendung, bei weiterem Torgleichstand geht es ins Elfmeterschießen. Für die Copa Sudamericana qualifizieren sich die beiden punktbesten Mannschaften der Ligaphase sowie der Sieger der Copa Chile des Vorjahres. Die Absteiger werden am Ende der Clausura anhand der Gesamttabelle ermittelt.

## Teilnehmer
Die Absteiger der Vorsaison CD San Luis de Quillota und Everton de Viña del Mar wurden durch die Aufsteiger aus der Primera B Unión La Calera und Deportes Iquique ersetzt. Folgende Vereine nahmen daher an der Meisterschaft 2011 teil:
| Mannschaft                | Stadt             | Stadion                                      | Kapazität |
| ------------------------- | ----------------- | -------------------------------------------- | --------- |
| Audax Italiano            | Santiago de Chile | Estadio Bicentenario Municipal de La Florida | 12.000    |
| CD Cobreloa               | Calama            | Estadio Zorros del Desierto                  | 20.180    |
| CD Cobresal               | El Salvador       | Estadio El Cobre                             | 20.752    |
| CSD Colo-Colo             | Santiago de Chile | Estadio Monumental                           | 45.000    |
| Deportes La Serena        | La Serena         | Estadio La Portada                           | 15.000    |
| Deportivo Ñublense        | Chillán           | Estadio Nelson Oyarzún                       | 12.000    |
| CD Huachipato             | Talcahuano        | Estadio CAP                                  | 10.500    |
| CD O’Higgins              | Rancagua          | Estadio El Teniente                          | 15.450    |
| CD Palestino              | Santiago de Chile | Estadio Municipal de La Cisterna             | 08.000    |
| Deportes Iquique          | Iquique           | Estadio Tierra de Campeones                  | 12.000    |
| Santiago Morning          | Santiago de Chile | Estadio Municipal de La Pintana              | 06.000    |
| Santiago Wanderers        | Valparaíso        | Estadio Elías Figueroa Brander               | 18.500    |
| Universidad Católica      | Santiago de Chile | Estadio San Carlos de Apoquindo              | 13.000    |
| Universidad de Chile      | Santiago de Chile | Estadio Nacional de Chile                    | 49.000    |
| Universidad de Concepción | Concepción        | Estadio Municipal de Concepción              | 29.000    |
| Unión Española            | Santiago de Chile | Estadio Santa Laura                          | 19.000    |
| Unión La Calera           | La Calera         | Estadio Municipal Nicolás Chahuán Nazar      | 10.000    |
| Unión San Felipe          | San Felipe        | Estadio Municipal Javier Muñoz Delgado       | 10.000    |

## Ligaphase
| Pl.                                    | Verein                    | Sp. | S  | U | N  | Tore    | Diff. | Punkte |
| -------------------------------------- | ------------------------- | --- | -- | - | -- | ------- | ----- | ------ |
| 1.                                     | Universidad Católica (M)  | 17  | 11 | 5 | 1  | 034:180 | +16   | 38     |
| 2.                                     | Universidad de Chile      | 17  | 10 | 5 | 2  | 039:200 | +19   | 35     |
| 3.                                     | Unión Española            | 17  | 9  | 5 | 3  | 033:180 | +15   | 32     |
| 4.                                     | CD Palestino              | 17  | 9  | 3 | 5  | 026:200 | +6    | 30     |
| 5.                                     | CD O’Higgins              | 17  | 8  | 3 | 6  | 029:260 | +3    | 27     |
| 6.                                     | Unión La Calera (N)       | 17  | 7  | 4 | 6  | 018:180 | ±0    | 25     |
| 7.                                     | Unión San Felipe          | 17  | 7  | 3 | 7  | 024:210 | +3    | 24     |
| 8.                                     | CSD Colo-Colo             | 17  | 7  | 3 | 7  | 028:260 | +2    | 24     |
| 9.                                     | CD Huachipato             | 17  | 6  | 4 | 7  | 024:270 | −3    | 22     |
| 10.                                    | Deportes La Serena        | 17  | 5  | 6 | 6  | 028:280 | ±0    | 21     |
| 11.                                    | Audax Italiano            | 17  | 6  | 3 | 8  | 024:280 | −4    | 21     |
| 12.                                    | Deportes Iquique (P, N)   | 17  | 5  | 6 | 6  | 018:220 | −4    | 21     |
| 13.                                    | Universidad de Concepción | 17  | 6  | 2 | 9  | 024:260 | −2    | 20     |
| 14.                                    | CD Santiago Wanderers     | 17  | 5  | 4 | 8  | 023:310 | −8    | 19     |
| 15.                                    | CD Cobreloa               | 17  | 4  | 6 | 7  | 016:220 | −6    | 18     |
| 16.                                    | CD Santiago Morning       | 17  | 3  | 7 | 7  | 022:300 | −8    | 16     |
| 17.                                    | CD Cobresal               | 17  | 5  | 1 | 11 | 026:410 | −15   | 16     |
| 18.                                    | Deportivo Ñublense        | 17  | 4  | 2 | 11 | 017:310 | −14   | 14     |
| Quelle: www.rsssf.org, Stand: Endstand |                           |     |    |   |    |         |       |        |

| (M) | Vorjahresmeister      |
| (P) | Vorjahres-Pokalsieger |
| (N) | Aufsteiger            |

## Finalrunde

### Viertelfinale
|                  | Gesamt |                         | Hinspiel | Rückspiel |
| ---------------- | ------ | ----------------------- | -------- | --------- |
| CSD Colo-Colo    | 3:5    | CD Universidad Católica | 2:4      | 1:1       |
| Unión La Calera  | 1:0    | Unión Española          | 1:0      | 0:0       |
| Unión San Felipe | 2:3    | CF Universidad de Chile | 1:2      | 1:1       |
| CD O’Higgins     | 4:1    | CD Palestino            | 1:1      | 3:0       |

### Halbfinale
|                 | Gesamt    |                         | Hinspiel | Rückspiel |
| --------------- | --------- | ----------------------- | -------- | --------- |
| Unión La Calera | (a)2:2(a) | CD Universidad Católica | 2:1      | 0:1       |
| CD O’Higgins    | 1:8       | CF Universidad de Chile | 0:1      | 1:7       |

### Finale
Das Hinspiel fand am 9. Juni, das Rückspiel am 12. Juni statt.
|                         | Gesamt |                         | Hinspiel | Rückspiel |
| ----------------------- | ------ | ----------------------- | -------- | --------- |
| CF Universidad de Chile | 4:3    | CD Universidad Católica | 0:2      | 4:1       |

Mit dem Erfolg gewann CF Universidad de Chile seinen 14. Meisterschaftstitel.

## Beste Torschützen
| Rang | Spieler           | Klub                    | Tore |
| ---- | ----------------- | ----------------------- | ---- |
| 1    | Matías Urbano     | Unión San Felipe        | 12   |
| 2    | Gustavo Canales   | CF Universidad de Chile | 11   |
| 3    | Eduardo Vargas    | CF Universidad de Chile | 10   |
| 4    | Edson Puch        | CF Universidad de Chile | 9    |
| 5    | Nicolás Canales   | CD Palestino            | 8    |
|      | Carlos Muñoz      | CD Santiago Wanderers   | 8    |
|      | Sebastián Jaime   | Unión Española          | 8    |
| 8    | Ever Cantero      | CD Santiago Morning     | 7    |
|      | Enzo Gutiérrez    | CD O’Higgins            | 7    |
|      | Martín Ligüera    | Unión Española          | 7    |
|      | Ezequiel Miralles | CSD Colo-Colo           | 7    |
|      | Manuel Villalobos | CD Huachipato           | 7    |

## Playoff-Spiel um die Copa Sudamericana
|                     | Gesamt |                         | Hinspiel | Rückspiel |
| ------------------- | ------ | ----------------------- | -------- | --------- |
| Deportes Concepción | 2:4    | CF Universidad de Chile | 2:2      | 0:2       |

Mit dem 4:2-Erfolg qualifizierte sich der Zweite der Ligaphase CF Universidad de Chile gegen den Finalisten der Copa Chile 2010 Deportes Concepción.